# 1. FC Lichtenfels
Der 1. Fußball-Club Lichtenfels von 1906 ist ein 1906 gegründeter Fußballverein aus der oberfränkischen Stadt Lichtenfels. Neben Fußball wird beim Verein auch Kegeln betrieben. Die Fußballer tragen ihre Heimspiele im Karl-Fleschutz-Stadion aus, das 10.000 Zuschauern Platz bietet.

## Geschichte
Der Verein erlangte, nachdem er in der Aufstiegsrunde 1939/40 zur Gauliga Bayern an Kickers Würzburg gescheitert war, erstmals überregionale Bedeutung, als er sich 1946 für die damals zweitklassige Bayernliga qualifizierte. Dort belegten die Lichtenfelser in den Spielzeiten 1947 und 1948 jeweils den zweiten Platz der Nordgruppe, was in letzterem Jahr zur Teilnahme an der eingleisigen Bayernliga berechtigte. Im ersten Jahr wurden die Lichtenfelser hier Dritter.
Zur Saison 1950/51 wurde die Einführung einer neuen zweitklassigen Liga, einer Vertragsspielerliga unterhalb der Oberliga beschlossen, die auch den geographischen Bezug der Oberliga – sprich Vereine aus Bayern, Baden-Württemberg und Hessen – reflektierte. Um sich hier zu qualifizieren, war ein 5. Platz in der Saison 1949/50 erforderlich, die Lichtenfelser wurden aber hier nur Zehnter.
In der nunmehr drittklassigen Bayernliga, die ab der Saison 1953/54 wieder in Nord- und Südgruppen aufgeteilt wurde, erreichten die Lichtenfelser in den Jahren 1954, 1956 und 1957 erneut zweite Plätze. In der Spielzeit 1959/60 wurde der 1. FC Lichtenfels unter dem als Spielertrainer fungierenden ehemaligen jugoslawischen Weltmeisterschafts-Teilnehmer Željko Čajkovski Erster. Im Finale um die Bayerische Meisterschaft gegen den Meister der Südgruppe gewannen die Lichtenfelser in Augsburg gegen Schwaben Augsburg mit 5:3, scheiterten aber in der Aufstiegsrunde zur 2. Oberliga an Borussia Fulda und dem Offenburger FV.
Lichtenfels konnte diese Leistung in den nächsten Spielzeiten nicht wiederholen, sicherte sich aber in der Saison 1962/63 den 6. Platz, als es notwendig war, zumindest Siebter zu werden, um an der erneut vereinigten Bayernliga der folgenden Saison teilnehmen zu können. Hier wurden die vierten Plätze von 1966 und 1969 die besten Abschlussplatzierungen. 1970 wurde der 1. FC Lichtenfels sogar Zweiter, nur drei Punkte hinter dem FC Wacker München, der dem letzten Höhepunkt seiner Vereinsgeschichte zustrebte und in die Regionalliga Süd aufstieg. Lichtenfels qualifizierte sich als Zweiter aber für die Amateurmeisterschaft, wo allerdings im Viertelfinale der VfL Neckarau weiteren Ambitionen im Weg stand.
1973 stieg der 1. FC Lichtenfels als 17. nach 27 Jahren ununterbrochener Zugehörigkeit aus der Bayernliga in die Landesliga ab. Der Verein konnte seither nicht mehr an vergangene Zeiten anknüpfen und wurde 1978 erstmals fünftklassig. Zwischen 1982 und 1988 konnte er sich noch einige Jahre in der vierten Leistungsstufe, der Landesliga halten, in die die Lichtenfelser nochmals 1991 und 1995 bis 1998 zurückkehren konnte.
Im ersten Jahrzehnt des 21. Jahrhunderts lavierte der 1. FC Lichtenfels zwischen der 6. und 8. Leistungsstufe des deutschen Fußballs, zwischen Bezirksoberliga Oberfranken und Kreisliga Coburg. 2016 stieg man als Meister der Bezirksliga Oberfranken West in die Landesliga Nordost auf. 2019 wechselte die erste Mannschaft in die Landesliga Nordwest.

## Bekannte Spieler und Trainer
Spieler:
- Hans Jakob, 1946–1947
- Willi Spieß, 1947
- Siegfried Stark, 1958–1960
- Nick Proschwitz, Jugend
- Felix Klaus, Jugend

Trainer:
- Josef Pöttinger, ca. 1949
- Hans "Urbel" Kraus, 1951-2/1952
- Željko Čajkovski, 1959–1960 (Spielertrainer beim Gewinn der bayerischen Amateurmeisterschaft 1960)